# Bob Stirling
Pour les articles homonymes, voir Stirling.
Pas d'image ? Cliquez ici

a Compétitions nationales et continentales officielles uniquement.

b Matchs officiels uniquement.
Dernière mise à jour le 26 mars 2012.
Robert Victor Stirling dit Bob Stirling, né le 4 septembre 1919 à Lichfield et mort le 15 janvier 1991 à Halton, est un joueur anglais de rugby à XV évoluant au poste de pilier qui a représenté l'Angleterre de 1951 à 1954, remportant le Tournoi des Cinq Nations à deux reprises en 1953 et 1954.

## Biographie
Bob Stirling joue en club avec le Aylestone St James RFC avant de rejoindre les London Wasps en fin de carrière lorsqu'il est en poste à Halton près d'Aylesbury pour la Royal Air Force. Il connaît également quatre sélections avec les Barbarians de 1951 à 1954. Stirling fait ses débuts internationaux le 20 janvier 1951 lors du match du Tournoi des Cinq Nations contre le pays de Galles qui a lieu dans le stade de St Helen's à Swansea. Il est immédiatement titularisé à son poste et dispute intégralement le Tournoi jusqu'à son dernier match pour l'Angleterre le 10 avril 1954 à Colombes contre la France. Il dispute également deux test matchs contre l'Afrique du Sud en janvier 1952 et contre la Nouvelle-Zélande en janvier 1954. Sur les dix-huit matchs qu'il dispute pour son équipe nationale, il en remporte dix. Il est également capitaine de son pays à cinq reprises. Il est intronisé au Hall of Fame des London Wasps en 2007 en compagnie de Neville Compton, Ted Woodward, Peter Yarranton, Richard Sharp, Rob Andrew, Rob Howley et Kenny Logan.

## Palmarès
Bob Stirling remporte le Tournoi des Cinq Nations en 1953 et 1954 où il termine ex-æquo avec le pays de Galles et la France.
| Édition           | Rang | Résultats Angleterre | Résultats B. Stirling | Matchs B. Stirling |
| ----------------- | ---- | -------------------- | --------------------- | ------------------ |
| Cinq Nations 1951 | 5    | 1 v, 0 n, 3 d        | 1 v, 0 n, 3 d         | 4/4                |
| Cinq Nations 1952 | 2    | 3 v, 0 n, 1 d        | 3 v, 0 n, 1 d         | 4/4                |
| Cinq Nations 1953 | 1    | 3 v, 1 n, 0 d        | 3 v, 1 n, 0 d         | 4/4                |
| Cinq Nations 1954 | 1    | 3 v, 0 n, 1 d        | 3 v, 0 n, 1 d         | 4/4                |

Légende : v = victoire ; n = match nul ; d = défaite ; la ligne est en gras quand il y a Grand Chelem.

## Statistiques en équipe nationale
De 1951 à 1954, Bob Stirling dispute 18 rencontres avec l'équipe d'Angleterre marquant un essai, soit 3 points. Il participe notamment à quatre Tournois des Cinq Nations.